# Ventosa
Ventosa tỉnh và cộng đồng tự trị La Rioja, phía bắc Tây Ban Nha. Đô thị này có diện tích là 9,38 ki-lô-mét vuông, dân số năm 2009 là 173 người với mật độ 18,44 người/km². Đô thị này có cự ly 17 km so với Logroño.